# Egyptenaren
De Egyptenaren zijn een etnisch volk in Egypte, die vooral langs de oevers van de Nijl wonen. De taal die zij spreken is het Egyptisch-Arabisch, een Arabisch dialect.
- Bibliothèque nationale de France: cb120323471 (data)
- Library of Congress Control Number: sh85041364
- Nationale Bibliotheek van Tsjechië: ph117525
- Nationale Bibliotheek van Israël: 987007533404505171